# Piazza Tasso
Piazza Torquato Tasso è una delle piazze del Quartiere 1, zona Oltrarno a Firenze.
In passato si chiamava piazza Gusciana. La denominazione attuale è in onore del poeta Torquato Tasso (1544-1595) e gli fu conferita nel gennaio del 1913, alcuni anni dopo la prima realizzazione della piazza tra il 1901 e il 1905 grazie all'apertura di un tratto delle mura che chiudevano la zona. Il nome di “Gusciana”, sopravvissuto più al lungo degli altri, è stato poi assegnato, nel 1998, a una strada contigua.

## Vicende urbanistiche
L'area ha subito molteplici trasformazioni nel corso dei secoli. 

### Dal dodicesimo secolo
Anticamente questa zona della città, a ridosso delle mura, era detta di Camaldoli, per la presenza di un monastero dell''ordine dei benedettini camaldolesi con annessa la chiesa di San Salvatore a Camaldoli. Abbandonano la città nel 1529 con l'assedio di Carlo V. Inizialmente Alessandro dei Medici vuole destinare il luogo alle monache dell'Ordine di Malta che hanno perso il loro convento nella vicina piazza della Calza. Dopo l'uccisione del duca per mano di Lorenzaccio, Cosimo I, che gli succede, abbatte parzialmente la chiesa e una grossa parte del monastero, insieme agli orti da cui sia i frati che i poveri abitanti del quartiere traggono provviste, per creare dei bastioni da utilizzare come protezione della città. Lo spazio avrà nei secoli varie destinazioni. In questa zona si trovava la bottega di Bicci di Lorenzo.

### Nel diciottesimo secolo
Nella pianta di Firenze delineata da Ferdinando Ruggieri nel 1731 si identifica chiaramente la zona, chiusa dall'ultima cerchia di mura, con evidente il già citato monastero.

### Nel diciannovesimo secolo
In occasione della proclamazione di Firenze come capitale del Regno d'Italia, nel 1865, Giuseppe Poggi elabora un piano, successivamente conosciuto come il "Piano Poggi". Il progetto è approvato dal consiglio comunale nel 1866. Il piano prevede grosse modifiche in più zone della città. Con lo spostamento della capitale a Roma, nel 1871, non viene realizzato nella sua interezza ma porta comunque a modifiche che avevano ormai irrimediabilmente compromesso il tessuto urbano. Il piano prevede nella zona dell'attuale piazza, tra Porta Romana e Piazza Pier Vettori, una stretta fascia residenziale, che sfiori le colline di Bellosguardo e Monte Oliveto.
Con le premesse del Piano Poggi, si assisterà nel giro di pochi decenni, a una massiccia operazione di demolizione dei quartieri fiorentini che proseguirà anche successivamente allo spostamento della capitale, rimanendo vigente parte del Piano Poggi, seppure modificato. In Oltrarno le demolizioni riguardano i resti delle mura vicino al monastero di Camaldoli e alcune case nella via Gusciana per creare una nuova piazza.
Il 9 gennaio 1885, viene proposto al Consiglio Comunale della città dal Cavalier Landi di demolire una sezione delle mura urbane verso Camaldoli. La proposta viene avanzata con l'intento di portare una maggiore aerazione nel quartiere conosciuto per la sua fatiscenza e ridotta igiene. La preoccupazione deriva dalle affinità del quartiere di San Frediano con le zone centrali di Napoli colpiti recentemente dall'epidemia di colera.
Nella zona di Gusciana in cui viene a formarsi la nuova piazzetta, viene proposta una nuova barriera del dazio, che sarà poi denominata di Bellosguardo nel 1887. Il progetto di tale barriera viene affidato a Girolamo Passeri. L'Ufficio del Dazio, richiede oltre alla sostituzione delle mura con una doppia cancellata, un'ulteriore apertura. La terza barriera prevista è tra quella di Gusciana e Porta San Frediano, all'altezza di Torre San Rocco, per facilitare l'entrata nella città che risulta angusta passando per l'antica porta medievale di San Frediano. 
Cominciano nuove demolizioni, che riguardano anche i muri che delimitano gli orti di Gusciana, lungo la via di Gusciana e quella delle Murina. Si ipotizza anche un perfezionamento del fronte settentrionale della vecchia via di Gusciana, tra quella di Camaldoli e del Leone, poiché diverrà sfondo della nuova barriera e margine Nord della nuova piazzetta. I lavori della nuova barriera del dazio saranno conclusi nel 1891.
Tra il 1888 e il 1892 il piano di 'riordino' del quartiere di San Frediano procede e si dilata nuovamente.
Il 16 febbraio 1888 un nuovo progetto di demolizione smantella le mura comprese tra la Porta San Frediano e la Torre di San Rocco, compreso il suo oratorio, che sarà però acquistato nel 1889 dal Comune dal Regio Demanio.
Nel 1889 si realizza una strada per un congiungimento tra piazza del Carmine e la nuova piazzetta della barriera di Bellosguardo, che ha preso il nome della scomparsa via Gusciana. In luglio, l'ingegnere Tito Gori presenta due ipotesi progettuali: la prima ipotesi è conforme al piano regolatore generale, mentre la seconda ha delle nuove varianti. La nuova via inizia presso il lato destro della Chiesa del Carmine, all'altezza di Piazza Piattellina e interseca diagonalmente via del Leone e della Chiesa, raggiungendo la barriera frontalmente. La seconda variante del progetto prevede un giardinetto triangolare al perimetro delle due vie precedentemente citate e della nuova via. Nel 1892 la Giunta comunale adotta un nuovo progetto viario. Iniziano le stime degli immobili che devono essere espropriati da via del Campuccio, via del Leone e via della Chiesa. Altri espropri verranno effettuati nei pressi della via lungo le mura di San Rocco.
Negli anni Novanta dell'Ottocento si riprende nuovamente in considerazione la proposta di demolizione delle mura fino a Porta Romana, sostituendole anche in questo nuovo tratto, con una doppia cancellata in ferro, come nuovo confine daziario. Il progetto prevede un viale interno, parallelo al Giardino Torrigiani, uno spazio tra le due cancellate con una corsia per i binari della tranvia, una doppia fila di alberi con percorso pedonale e il viale esterno. Contemporaneamente i Torrigiani decidono di cedere il settore sud del loro personale giardino (verso il Convento della Calza) per destinarlo alla creazione di un nuovo quartiere. Il progetto di Boffi, prevede villette residenziali destinate alla borghesia e viene affidato all'architetto Michelangelo Maiorfi che si occupa della lottizzazione privata personalmente. Essa è approvata il 28 aprile 1891 con una delibera della Giunta Comunale, ma con il decadere del progetto di demolizione delle mura che corrono lungo Viale Petrarca anche la lottizzazione viene ridotta ad un moncone viario, ortogonale a Via dei Serragli, con poche abitazioni.
I piani urbanistici adottati nel corso dell'800 dimostrano incertezza e disordine delle scelte politiche che portano alla distruzione di un antico settore storico dell'Oltrano fiorentino con finalità speculative e funzionalistiche.

### Nel ventesimo secolo
Il 26 febbraio 1912 nasce l'Unione Fiorentina per il Miglioramento e Risorgimento del Quartiere dell'Oltrarno, con presidente l'avvocato Vincenzo Pagani Nefetti. Come proseguimento degli interventi di riqualificazione ottocenteschi, si vuole risanare ulteriormente il quartiere di San Frediano, intervenendo sui problemi legati alle condizioni igieniche e all'alto tasso di criminalità. Nel simbolo dell'Unione, che ha uno scudo suddiviso nei quattro settori che simboleggiano i quartieri, il quarto che riguarda il quartiere dell'Oltrarno cita la dicitura latina Nondum floruit (Non ancora fiorì).
Si denuncia l'isolamento del quartiere rispetto alla zona del centro storico e alle nuove aree residenziali che stanno nascendo oltre i viali Aleardi e Petrarca. Si propone come soluzione la realizzazione di un nuovo ponte sull'Arno e l'eliminazione delle barriere del dazio che erano state ampliate nel 1911. Si punta soprattutto ad abbattere le cancellate erette lungo viale Aleardi presso Porta San Frediano, innalzate in seguito all'eliminazione del tratto murario e alla costruzione di nuovi palazzi considerati più decorosi. Il quartiere è descritto come una zona occupata da «abitazioni indecenti e asilo in gran parte di gente trista e svergognata». 
Giulio Piccini, in arte Jarro, in Firenze sotterranea scriveva già nel 1881:
tra quelle pareti, e la polizia lo sa, ci sono delinquenti, contro i quali la giustizia non può impedire perché manca di prove positive, sebbene ne abbia di morali, e ben salde, che si tengon autori di delitti, i quali danni tutti si domandano: — chi gli ha commessi?»
(Jarro, Firenze sotterranea, p. 13)
E ancora:
(Jarro, Firenze sotterranea, p. 15-16)
Le giustificazioni che stanno dietro al progetto di risanamento sono da ricercare nella volontà della borghesia del tempo di affermare il proprio prestigio. Lo scopo degli in realtà è l'eliminazione di una fetta ampia del sottoproletariato urbano, evitando così agitazioni e tumulti. L'operazione punta a far salire i prezzi degli immobili, allontanando di fatto gli abitanti storici del quartiere.
Nel 1912 la piazzetta che era stata denominata Gusciana prende il nome di piazza Torquato Tasso. Tra il 1912 e il 1913 si avviano gli espropri di alcuni vecchi stabili nel lato ovest di via del Leone.
L'ingegnere Giovanni Bellincioni, assessore ai lavori pubblici di Firenze, redige nel 1915 un nuovo piano urbanistico, che prende avvio da uno studio del degrado del quartiere condotto sulle statistiche comunali. Nel progetto sono presenti dei richiami al piano poggiano. Sono previsti un ampliamento verso nord della piazza e la scomparsa di via del Leone e via Camaldoli a favore della creazione di nuovi isolati. L'ingegnere Bellincioni ammette chiaramente che lo scopo dell'amministrazione di cui fa parte, non è quello di sviluppare una moderna edilizia, quanto quello di rendere il quartiere più adatto a famiglie di condizione sociale più elevata Il piano accende un dibattito non tanto sui contenuti ma sui costi che comporta. Gli economisti si dividono, tra di loro, una parte vede nel progetto un'"apoteosi della patria", in vista di un'uscita vittoriosa dal conflitto mondiale, altri sono più cauti. Il piano entra in vigore solamente nel 1924, data la sospensione dei lavori tra il 1915 e il 1918. Alla fine della prima guerra mondiale, nell'attuale piazza Tasso, via di Camaldoli, via dell'Orto e via del Leone cominciano nuovi espropri che proseguiranno anche negli anni Venti e Trenta. Molte delle case hanno sul retro dei orti e giardini, con molto verde distrutto per ottenere i nuovi blocchi residenziali. Nel 1936 le demolizioni in vista di un allargamento della piazza sono quasi giunte al termine; saranno completate nel 1939.
Con la conclusione della seconda guerra mondiale nel 1945 le rovine rendono la piazza quasi inagibile. Gli scantinati sono aperti, divenuti dei ricoveri d'animali e depositi per l'immondizia. Nello stesso anno, il Comune indice un concorso per la riqualificazione della piazza per arrivare a un riassetto del quartiere, che non ottiene i risultati sperati.
La piazza disarticolata viene scelta come sistemazione per dei giardini pubblici completati nel 1952. Il Comitato per l'estetica cittadina interviene per restaurare gli immobili della zona.

## Configurazione attuale
Oggi la piazza è uno dei principali centri animati del quartiere: nel grande giardino sono presenti sia con una zona attrezzata con giochi per bambini, sia un campo di calcetto recintato e un piccolo campo da basket. Sulla piazza si affaccia il parcheggio di via Gusciana, già sede della rimessa delle carrozzelle dei fiaccherai fiorentini, oggi traslocata alla Cascine.
All'angolo con Via del Leone e Via della Chiesa, si trova un tabernacolo con un affresco del XIV secolo. Si tratta di un affresco della prima metà del XIV secolo. Fino agli inizi del XX secolo questo affresco era nascosto e praticamente sconosciuto. Restaurato per la prima volta nel 1908, è finalmente visibile. Chiamato «Della Madonna del morbo», si pensa sia stato realizzato come ringraziamento per la fine dell'epidemia di peste del 1348. In origine in Piazza Santo Spirito, è spostato nel XVIII secolo. È attribuito al Giottino o a Nardo di Cione. L'affresco è stato poi rimosso e restaurato nel 1958. Una copia fedele è collocata al posto dell'originale
Dalla parte opposta sono situati gli edifici delle ex Scuole Leopoldine (fondate dal granduca Leopoldo II di Lorena) e della chiesa sconsacrata di San Salvatore a Camaldoli. Il chiostro è stato completamente restaurato nel 2002 dall'ufficio comunale di edilizia residenziale pubblica, e nel dicembre 2006 restituito all'uso cittadino. Formato da un grande cortile quadrato, con al centro un giardino, circondato da un portico con colonne in pietra è stato adattato ad ospitare manifestazioni e fiere artigianali, insieme a concerti ed eventi pubblici. L'affresco sull'ingresso raffigura uno stemma mediceo del 1700 sorretto dai simulacri di due virtù. Il restauro non ha modificato la struttura fondamentale ha però reintegrato nuove colonne, identiche a quelle già presenti risalenti al 1100, quando la contigua chiesa di San Salvatore fu donata dal Comune ai frati camaldolesi. Il complesso vanta una storia lunga e variegata:
- 1523 - convento delle monache Gerosolimitane;
- 1622 - Ospedale dei poveri mendicanti;
- 1677 - il granduca Cosimo III lo adibisce a «Ricovero delle povere fanciulle»;
- Successivamente ha ospitato le «Regie scuole leopoldine», servizi assistenziali, ecc...

L'alluvione che colpì la città nel 1966 ed altri eventi come un incendio nel 1973 sono stai la causa del lungo abbandono.. Dal 2015 il complesso è la sede della Biblioteca Pietro Thouar. 
All'angolo con viale Vasco Pratolini si trova una lapide in bronzo di Giuseppe Gronchi del 1925 in memoria degli abitanti del quartiere caduti durante la prima guerra mondiale. 
Tra la piazza e il viale Francesco Petrarca una targa, posta nel 1945, e un monumento in ricordo dell'eccidio del 17 luglio 1944. Fascisti e agenti in borghese, tra i quali alcuni membri della banda Carità su un autocarro arrivarono in piazza, sparando sulla folla. Morirono tragicamente cinque persone, tra cui Ivo Poli, un bambino di 8 anni, colpito mentre sta correndo verso casa. I fascisti arrestarono molti cittadini fucilati alle Cascine nei giorni successivi.
Su un lato della piazza è presente un murale in memoria di un giovane attivo socialmente nel quartiere soprannominato Bollo. 

## Problematiche urbanistiche e sociali negli anni Duemila
La piazza attualmente soffre dei problemi del traffico e dell'inquinamento derivanti dalla posizione tra i viali Aleardi e Petrarca, tra i più transitati di Firenze, in quanto collegano il centro storico e le aree delle colline circostanti. Piazza Tasso è, inoltre, oggetto di scontro tra istituzioni e cittadini, per la forte turistificazione che vive l'area di San Frediano e la gentrificazione denunciata dalle realtà associative del quartiere.
Nel gennaio 2015 la piazza è stata sfondo di proteste contro la privatizzazione del giardino dei Nidiaci e della ludoteca situati nell'adiacente via della Chiesa.
Nell'agosto del 2017 la guida "Lonely Planet" ha pubblicato sul suo sito una classifica dei luoghi più interessanti al mondo. Il quartiere di San Frediano si è aggiudicato la prima posizione. La denominazione "cool" data al quartiere è stata utilizzata sui muri della piazza con ironia.
Il 30 novembre 2017 è stata indetta un'assemblea cittadina dal comitato "Laboratorio Diladdarno", nato per dibattere sulle difficoltà del quartiere, per un'iniziativa di ripensamento della piazza dal basso, ovvero una progettazione costruita dalle proposte dei residenti e cittadini.
Nel 2018 è stato pubblicato un bando sul sito del Comune di Firenze per la creazione di un nuovo parcheggio sotterraneo, che ha accesso una polemica sulla problematica delle speculazioni dei privati nei luoghi pubblici, che nel caso citato possono aggiudicarsi attraverso il bando, una concessione di 90 anni sui diritti di superficie. Il bando ha avuto un esito negativo, in quanto privo di risposte, ma nonostante le proteste e i dubbi sollevati, l'amministrazione si è detta pronta a ritentare.
La piazza è sede della "Stanzina dei bambini", luogo di socialità situato all'angolo con via del Leone. Creata alla fine degli anni Ottanta da un gruppo di artigiani anziani insieme ad operatori di strada, con la concessione gratuita degli spazi e del giardino detto "Il mattonaio", è attigua alla sede del giornale "Fuori Binario". L'idea è quella di creare uno spazio di volontariato artigianale per trasmettere competenze ai bambini residenti nel quartiere e per prevenire il disagio sociale. Attorno al progetto nasce l'associazione "I puri" poi "La Stanzina dei Bambini". Con il tempo il lavoro della Stanzina, acquista prestigio e sono diverse le personalità pubbliche che visitano lo spazio nel corso degli anni. Nel 2013 il comune revoca la concessione. Nel 2020 si è riaperta la questione della riapertura dello spazio.

## Strade attigue

### Via del Leone

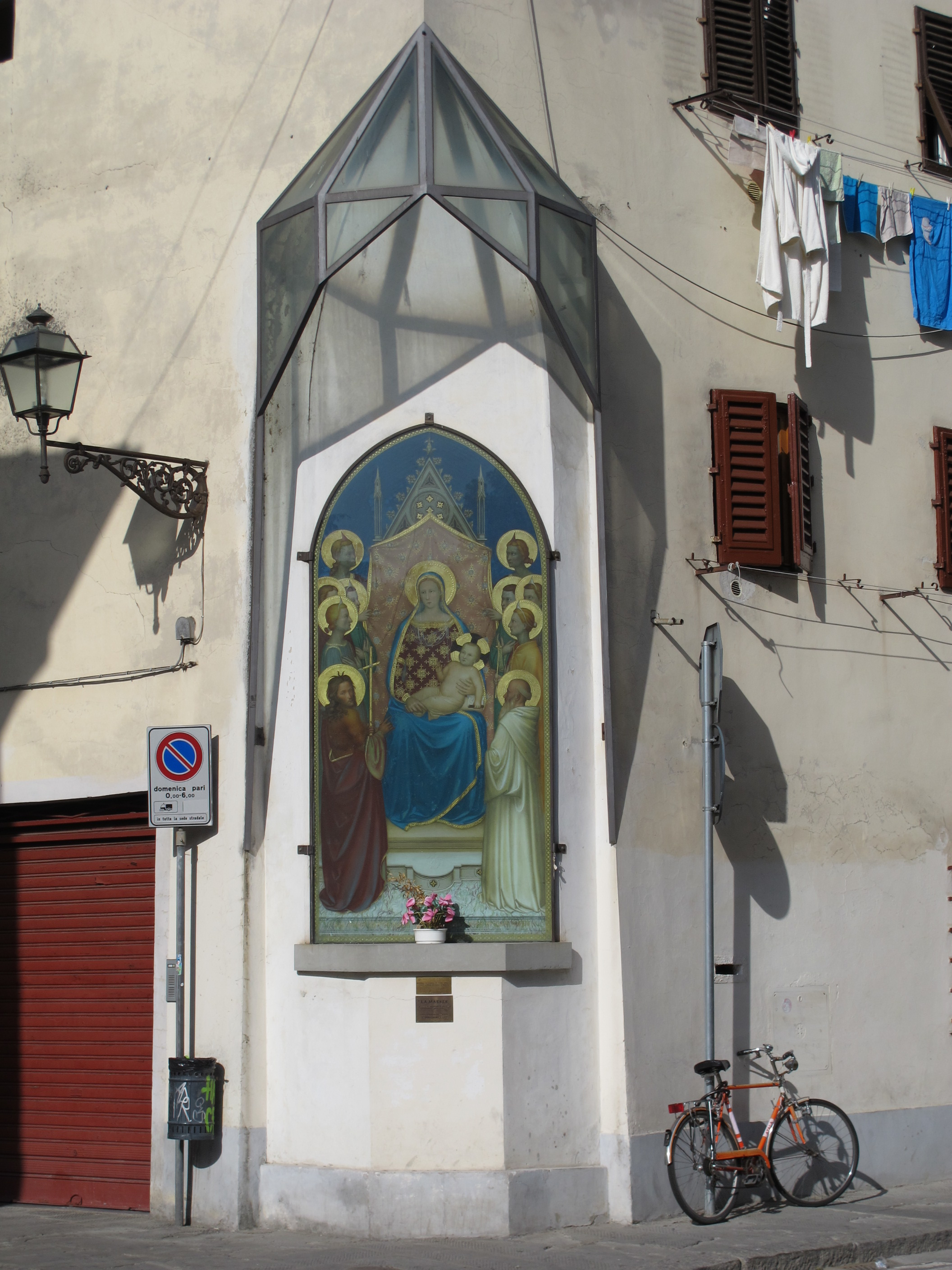
Tabernacolo di Giottino in Piazza Tasso 2

La strada nasce dalle trasformazioni della piazza tra la fine dell'Ottocento e inizio Novecento. In antichità il suo tracciato era chiamato San Donato ed era più corto e stretto. Sul nome, ci sono molte ipotesi, ma quella più accreditata è che esso derivi da una locanda che lì aveva sede.
La strada è sede di un'occupazione di due immobili.

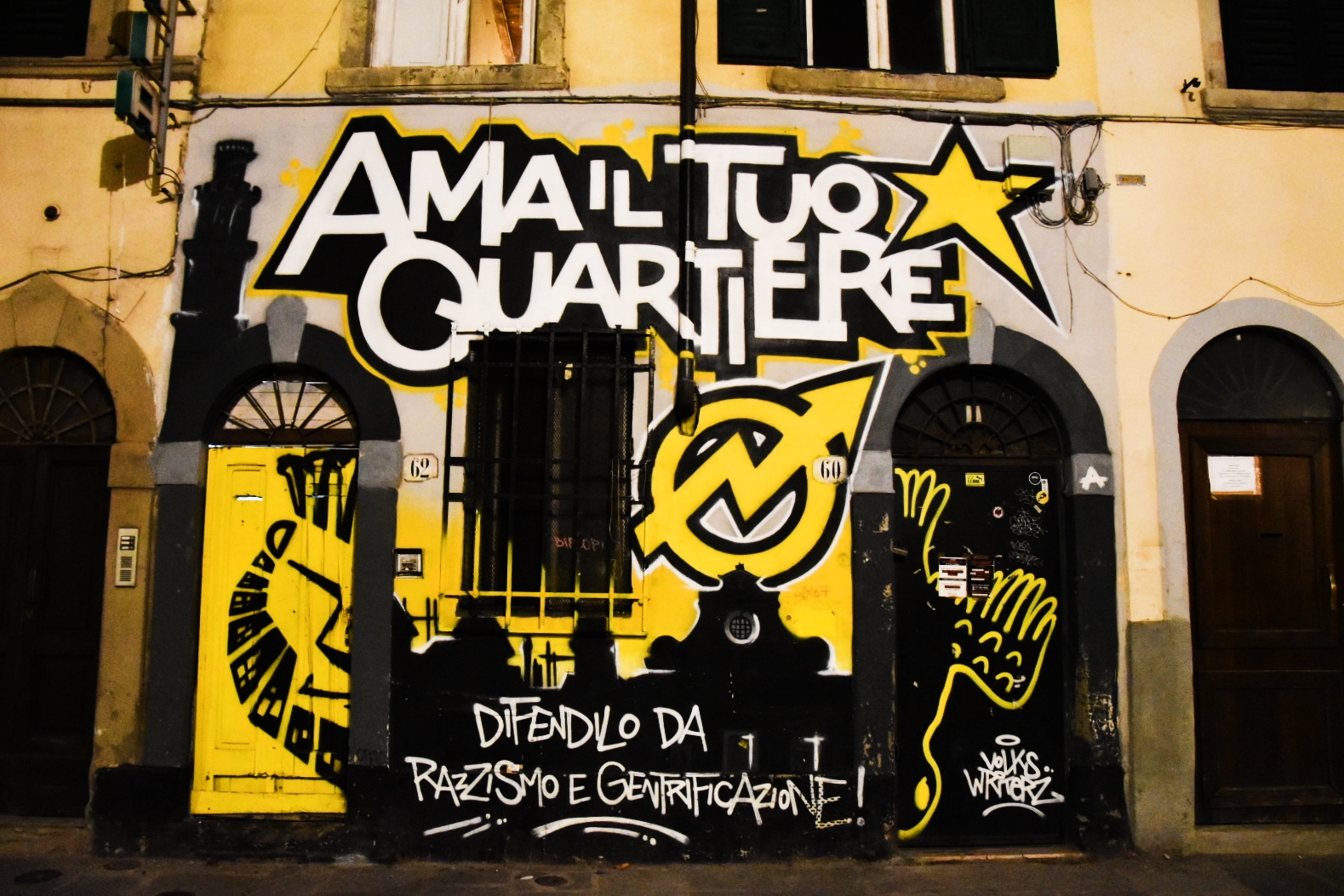
Occupazione via del Leone civico 60-62

Negli anni, gli attivisti hanno portato avanti molte lotte nel quartiere insieme ai comitati e organizzato diversi tipi di attività per i cittadini, come il "Cinema sotto le stelle" in piazza Tasso.
Durante il periodo di Pandemia da SARS-CoV-2, gli attivisti si sono dedicati a una raccolta alimentare in favore delle fasce più in difficoltà.

### Via di Camaldoli
Il nome attuale è una dedica della città alla presenza dell'ordine dei Benedettini camaldolesi nella via ad oggi loro dedicata.

### Via della Chiesa
Inizialmente divisa in tre bracci, uno di questi è l'ultimo tratto di Via San Salvatore o dell'Annunziatina. Sono proprio le suore della Annunziatina, che erigono la chiesa di San Salvatore che comprende un ospizio, trasformato in seguito da il granduca Leopoldo in scuole per le bimbe povere oggi sede di un complesso scolastico per l'infanzia ed elementare. Al numero 89, si trova ancora la targa di marmo del 22 Agosto 1714 che proibisce "il gioco a palla, ruzzola, pallottola, pallone e pillotta" davanti al monastero, per evitare di recare disturbo. Al numero 41, verso la piazza vi è il palazzo Accolti, costruito dalla famiglia proveniente da Arezzo, che nel dodicesimo secolo si trasferisce a Firenze e partecipa attivamente alla vita politica. I tre bracci vengono uniti e chiesa e convento sono soppressi dai francesi. Il convento diventa prima un ombrellificio e in seguito un'officina.